# دانغجين
دانغجين هي مدينة في كوريا الجنوبية، تتبع مقاطعة تشنغتشونغ الجنوبية، بلغ عدد سكانها 163,762 نسمة في 2015، تبلغ مساحتها 664.13 كيلومتر مربع.

## أعلام
- تشوي يونغ سو
- غم بو را